# Korttidsminne
Korttidsminnet, är en del av minnet. Benämningen används vanligtvis synonymt med ordet arbetsminne.

## Samarbetet med andra minnen
Människans korttidsminne har en begränsad kapacitet på ungefär 30 sekunder. Just korttidsminnet är till för att hålla informationen fräsch under pågående aktivitet. Ett exempel på detta kan vara att slå ett telefonnummer. Numret finns i korttidsminnet under tiden då man slår det men är borta när man är klar. Man kan däremot lära in numret, men då är det inte korttidsminnet som lagrar det utan långtidsminnet. Människan lagrar minnen på så sätt att impulser tas upp genom hörsel, syn, känsel och lukt. Detta kallas för sensoriska minnet. Därefter når impulserna korttidsminnet och om behov finns att lagra detta görs det i långtidsminnet, finns inte behov glöms intrycken bort. De flesta personer klarar av att lagra 7+/-2 objekt. Vi kan dock komma ihåg fler saker genom så kallad chunkning då vi delar upp ord- eller sifferkombinationen. 187618891865 blir till exempel lättare att komma ihåg om vi skriver det såhär: 1876 1889 1865. Här har vi förkortat en stor klump med siffror till tre stycken grupper med fyra siffror i varje där de också har en innebörd. För att vi lättare ska komma ihåg alla impulser vi möts av dagligen är chunkning ett bra hjälpmedel till detta. Ett annat sätt att chunka skulle kunna vara att komma ihåg att alla de tre årtalen (eftersom där har vi en logisk koppling för oss) är på 1800-talet och sen bara 76 89 65, alltså 18+76 89 65.